# Jürgen Lüth
Jürgen Lüth (* 28. Januar 1947 in Bützow, Landkreis Güstrow, Land Mecklenburg) ist ein deutscher Politiker (CDU, bis 1990 DBD).

## Leben und Beruf
Jürgen Lüth wurde als Sohn von Anneliese und Rudolf Lüth geboren, hat einen Bruder und eine Schwester. Die Familie zog 1956 von Bützow nach Spremberg. Nachdem er von 1963 bis 1966 eine Berufsausbildung zum Agrotechniker mit Abitur in Herzberg (Elster) machte, ging Lüth an die Humboldt-Universität Berlin und wurde dort 1966 bis 1971 zum Diplomagraringenieur ausgebildet. Danach war er von 1971 bis 1972 Leiter einer Pflanzenproduktion und 1972 bis 1980 Betriebsleiter im Trockenwerk Herzberg.
Jürgen Lüth ist verheiratet und hat zwei Kinder.

## Politik
Lüth wurde 1972 Mitglied der DDR-Blockpartei Demokratische Bauernpartei Deutschlands (DBD). Von 1980 bis 1982 war Lüth Zweiter Sekretär des DBD-Kreisverbandes Herzberg, danach bis 1989 Erster Sekretär des Kreisverbandes Lübben. Er gehörte den Sekretariaten des Kreisvorstandes Lübben (1982–1990), des Bezirksvorstandes Cottbus (1987–1990), des Parteivorstandes (1987 bis 1990) und des Landesvorstandes der DBD (1990) an. Nach der Fusion mit der CDU im Juni 1990 wurde CDU-Mitglied und war ab 1990 stellvertretender Regionalgeschäftsstellenleiter der CDU Cottbus. 
Bei der Landtagswahl in Brandenburg 1990 gewann Lüth das Direktmandat im Wahlkreis Herzberg-Finsterwalde I und zog so in den Landtag ein. Er war Mitglied des Ausschusses für Inneres und stellvertretendes Mitglied des Rechtsausschusses sowie des Wahlprüfungsausschusses.
Ab Anfang Juli 1991 war er Leiter des Aufbaustabes für die neue Polizeidienststelle Cottbus und ab 1. November 1991 Cottbuser Polizeipräsident. Anschließend schied er am 19. Dezember 1991 wegen dieser Amtsübernahme aus dem Landtag aus. Das Amt des Polizeipräsidenten übte er bis zum 1. Juli 2002 aus und wurde danach Sportkoordinator des Landes Brandenburg. Bei der Bundestagswahl 2002 trat er im Wahlkreis Dahme-Spreewald – Teltow-Fläming III – Oberspreewald-Lausitz I gegen Peter Danckert, dem er unterlag. Später wurde er Sicherheits- und Präventionsberater Sport beim Landeskriminalamt Brandenburg, Mitglied des Sicherheitsausschusses des Fußball-Landesverbandes Brandenburg e. V. 
Von 1994 bis 2022 war er Bundesvorstandsmitglied des Weißen Rings und von 1996 bis 2022 Landesvorsitzender des Landes Brandenburg des Weißen Rings. Er engagiert sich in der Deutschen Gesellschaft und wurde 2007 Vorstandsvorsitzender des Freundeskreises für Lübben. Am 27. März 2019 überreichte ihm der brandenburgische Ministerpräsident Dietmar Woidke das Bundesverdienstkreuz am Bande.